# Puebla de San Miguel
Puebla de San Miguel este o arie protejată (sit de importanță comunitară — SCI) din Spania întinsă pe o suprafață de 8.853,13 ha, integral pe uscat.

## Localizare
Centrul sitului Puebla de San Miguel este situat la coordonatele 40°03′32″N 1°09′54″W / 40.0589°N 1.165°V.

## Înființare
Situl Puebla de San Miguel a fost declarat sit de importanță comunitară în decembrie 1997 pentru a proteja 17 specii de animale.

## Biodiversitate
Situată în ecoregiunea mediteraneană, aria protejată conține 11 habitate naturale: Galerii de Salix alba și de Populus alba, Păduri endemice cu Juniperus spp., Păduri de pin (sub-) mediteraneene cu pini negri endemici, Lande oro-mediteraneene cu formațiuni endemice de grozamă, Păduri iberice de Quercus faginea și Quercus canariensis, Pajiști alpine și boreale, Păduri de Quercus ilex și Quercus rotundifolia, Păduri mediteraneene de Taxus baccata, Izvoare petrifiante cu formare de travertin (Cratoneurion), Pajiști alpine și subalpine calcaroase, Matorral arborescenți cu Juniperus spp..
La baza desemnării sitului se află mai multe specii protejate:
- păsări (13): fâsă-de-câmp (Anthus campestris), acvilă de munte (Aquila chrysaetos), buha (Bubo bubo), ciocârlie-cu-degete-scurte (Calandrella brachydactyla), caprimulg (Caprimulgus europaeus), Chersophilus duponti, șerpar (Circaetus gallicus), presură de grădină (Emberiza hortulana), șoim călător (Falco peregrinus), acvilă pitică (Hieraaetus pennatus), ciocârlie de pădure (Lullula arborea), Oenanthe leucura, Pyrrhocorax pyrrhocorax
- mamifere (2): liliac cârn (Barbastella barbastellus), liliac cu urechi mari (Myotis bechsteinii)
- nevertebrate (2): fluturele auriu (Euphydryas aurinia), Graellsia isabellae